# مسجد الرشيد
مسجد الرشيد Al-Rashid Mosque هو أول مسجد يبنى في  كندا في عام 1938. ويقع في إدمونتون في ألبرتا. 